# Irena Hejdová
Irena Hejdová (* 1977) je česká novinářka, filmová kritička a scenáristka. Vystudovala Fakultu humanitních studií Univerzity Karlovy a scenáristiku a dramaturgii na FAMU. Od listopadu 2005 do roku 2008 pracovala jako filmová redaktorka portálu Aktuálně.cz, od ledna 2009 byla redaktorkou Hospodářských novin, od října 2009 pracuje pro časopis Týden.

## Scénáře filmů
- Spojení přerušeno, 2001, krátkometrážní – včetně námětu
- Děti noci, 2008 – včetně námětu
- Nohama nahoru, 2009 – včetně námětu, zatím nerealizováno
- Zoufalci, 2009 – spolupráce na scénáři
- Paměť mojí babičce, 2010 – podle románu Petry Hůlové, zatím nerealizováno

## Ocenění
- cena Sazky za scénář Děti noci
- cena RWE a Barrandov studia za scénář Nohama nahoru
- zvláštní uznání ScripTeast v Cannes za scénář Paměť mojí babičce[2]